# Akhona Makalima
Akhona Zennith Makalima, née le 27 mars 1988, est une arbitre de football internationale originaire d'Afrique du Sud. Inscrite sur la liste des arbitres internationaux de la FIFA depuis 2014, elle est sélectionnée par la Confédération africaine de football pour les finales de la Coupe d'Afrique des nations de football 2023, faisant d'elle la première femme arbitre de l’histoire de la CAN. Elle est aussi l'une des premières arbitres de football féminin certifiées en Afrique du Sud. Elle officie pour la FIFA, la Premier Soccer League, la SAFA Women's League et la South African Football Association (SAFA),,.

## Biographie

### Origines et formations
Akhona Makalima nait le 27 mars 1988 en Afrique du Sud. Elle est diplômée en gestion des ressources humaines du King Hintsa FET College,.

## Carrière d'arbitre
Tout commence véritablement pour elle le 28 février 2015 où elle fait ses débuts en tant qu'arbitre central lors d'un match de la Premier Soccer League (PSL) opposant le University of Pretoria Football Club et les Mpumalanga Black Aces ; devenant ainsi l'une des premières femmes à arbitrer un match de football professionnel masculin en Afrique du Sud. Quatre ans plus tôt, en août 2011, elle obtient ses premières certifications d'arbitrage dans le cadre d'une initiative de la South African Football Association (SAFA).
Dès lors elle participe à de nombreuses compétitions d'envergures notamment la Coupe du monde féminine de football 2023,.
En 2016, Akhona Makalima fonde Inter-Refs . Basée dans la province du Cap-Oriental, Inter-Refs enseigne les règles du football à des filles de 7 ans et plus. Elle travaille actuellement avec plus de 60 filles, nombre d'entre elles étant confrontées aux mêmes défis qu'elle a dû relever en grandissant dans le village rural de Nqamakwe, où son grand-père l'a élevée dans une maison de cinq chambres occupée par plus de 25 membres de la famille à certains moments.